# Peter J. Parsons
Peter John Parsons (24 septembre 1936 - 16 novembre 2022) est un professeur de classiques et universitaire britannique spécialisé en papyrologie. Il est professeur Regius de grec à l'Université d'Oxford de 1989 à 2003.

## Jeunesse et éducation
Parsons est né le 24 septembre 1936 à Surbiton, Surrey, Angleterre, de Robert John Parsons et Ethel Ada Frary,. Il fait ses études à Raynes Park County Grammar School, un lycée pour garçons à Wimbledon, Londres. Il passe l'examen d'entrée d'Oxford en décembre 1953 et est le premier de sa famille à fréquenter l'université. De 1954 à 1958, il étudie les classiques à Christ Church, Oxford, où il a John Gould, David Malcolm Lewis (en) et J. Gwyn Griffiths (en) comme tuteurs. Il obtient un double premier baccalauréat ès arts (BA) en 1958 et selon la tradition, son BA est promu en une maîtrise ès arts (MA Oxon) en 1961.

## Carrière académique
Après avoir obtenu son diplôme de premier cycle, Parsons est encouragé par Eric Robertson Dodds à entreprendre des recherches en papyrologie ou en religion grecque. Il choisit la première. Entre 1958 et 1960, il conserve Christ Church, Oxford comme base, tout en passant du temps à l'Université du Michigan pour apprendre la papyrologie documentaire avec Herbert Youtie (en). En 1960, il est nommé au poste nouvellement créé de chargé de cours en papyrologie à l'Université d'Oxford. Son poste à Christ Church est officialisé en 1964 lorsqu'il est nommé étudiant de recherche (chercheur). Il travaille sur les Oxyrhynchus Papyri avec John Rea entre 1965 et 1989.
En 1989, il est nommé professeur Regius de grec, l'un des professeurs les plus expérimentés d'Oxford, succédant à Hugh Lloyd-Jones. Parsons soutient l'école d'été grecque de la Joint Association of Classical Teachers à Bryanston dans le Dorset, y étant tuteur à plusieurs reprises. Il est également directeur du projet Oxyrhynchus Papyri. Il quitte son poste de professeur Regius en 2003 et est remplacé par Christopher Pelling.
Parsons a des intérêts variés dans le domaine des études classiques, notamment la langue grecque antique, la poésie grecque, la poésie latine, l'histoire de l'Empire romain et l'Égypte romaine. Ses études de papyrologie ne se sont pas limitées aux fragments de langue grecque mais aussi aux fragments latins.

## Vie personnelle
En 2006, Parsons épouse Barbara Macleod (née Montagna). Barbara est la veuve de Colin William MacLeod (1943-1981), un érudit classique à Christ Church, Oxford. Elle reçoit un diagnostic de cancer avant leur mariage et elle est décédée la même année.
Le 16 novembre 2022, Parsons est décédé à l'hôpital John Radcliffe d'Oxford, à l'âge de 86 ans. Ses funérailles ont eu lieu à la cathédrale Christ Church, à Oxford, le 2 décembre 2022.
En 1977, Parsons est élu Fellow de la British Academy (FBA). En 2007, il reçoit le prix John D. Criticos de la London Hellenic Society pour son livre City of the Sharp-Nosed-Fish: Greek Lives in Roman Egypt. En 2019, Parsons reçoit la médaille Kenyon de la British Academy.
Une conférence a lieu à Oxford en septembre 2006 pour célébrer son 70e anniversaire. Un Festschrift associé est publié en 2011, intitulé « Culture in pieces: essays on ancient texts in honour of Peter Parsons », et édité par Dirk Obbink (en) et Richard Rutherford.

## Publications
- J. W. B. Barns, P. J. Parsons, John Rea et E. G. Turner, The Oxyrhynchus Papyri. Part XXXI, London, Egypt Exploration Society, 1966
- Supplementum Hellenisticum, Berolini, De Gruyter, 1983 (ISBN 978-3110081718)
- Peter Parsons, City of the sharp-nosed fish: Greek lives in Roman Egypt, London, Weidenfeld & Nicolson, 2007 (ISBN 978-0297645887)
- Oxyrhynchus: a city and its texts, London, Egypt Exploration Society, 2007 (ISBN 978-0856981777)
- The Vienna Epigrams Papyrus (G 40611), Berlin, De Gruyter, 2014 (ISBN 978-3110354522)